# Alex Brewer
Alex Brewer est une personnalité politique britannique, membre des Libéraux-démocrates. Elle est députée du nord-est du Hampshire depuis 2024. 

## Biographie

### Carrière professionnelle
Alex Brewer dirige une association caritative locale pour enfants dans le nord-est du Hampshire. Elle dirigeait auparavant un refuge pour femmes et travaille dans le secteur des affaires au Royaume-Uni, au Japon, en Allemagne et en Australie,.

### Carrière politique
Lors des élections générales de 2024, Alex Brewer est élue députée du nord-est du Hampshire. Elle s’engage à renforcer le NHS, améliorer les services sociaux et réduire la pollution des rivières.